# An Thứ
An Thứ (chữ Hán giản thể: 安次区) là một quận thuộc địa cấp thị Lang Phường, tỉnh Hà Bắc, Cộng hòa Nhân dân Trung Hoa. Quận này có diện tích 565 ki-lô-mét vuông, dân số 350.000 người. Mã số bưu chính là 065000. Chính quyền quận đóng tại nhai đạo Nam Môn Đạo. Về mặt hành chính, quận được chia thành 2 nhai đạo, 4 trấn, 4 hương.
- Nhai đạo:Nam Môn Ngoại, Thiên Kiều Tây.
- Trấn: Lạc Phiệt, Cát Ngư Thành, Đông Cô Cảng, Mã Đầu.
- Hương: Cừu Trang, Dương Duyệt Vụ, Điều Hà Đầu, Bắc Sử Gia Vụ.